# Celso Góes
Celso Fernando Góes (Laranjeiras do Sul, 21 de agosto de 1963) é um político brasileiro filiado ao partido Cidadania. Foi eleito prefeito de Guarapuava nas eleições municipais de 2020.

## Vida política
Celso Góes iniciou sua carreira política como membro do partido Cidadania. Em 2020, concorreu à prefeitura de Guarapuava e foi eleito prefeito, assumindo o cargo em 1º de janeiro de 2021. Nesse mesmo ano, Celso foi eleito como presidente da Amocentro, Associação dos Municípios do Centro do Paraná.

## Carreira
Antes de entrar para a política, Celso Góes formou-se como Farmacêutico e Bioquímico pela Universidade Federal do Paraná com MBA na Fundação Getúlio Vargas. Na área, Celso atua no ramo empresarial sendo dono de um Laboratório de Análises Clínicas. Em 2012, participou como apoiador das eleições municipais da chapa majoritária vencedora. Foi secretário de Esportes na Gestão César Filho, entre 2013 e 2015, também ocupou a Secretaria Executiva e respondeu pela Secretaria de Saúde até 2020. Nesse último período, esteve à frente das ações de combate à Pandemia da Covid-19.  Em 2020,  foi eleito Prefeito de Guarapuava, com 30.622 votos, 33,01% dos votos válidos.

## Educação
Celso Góes farmacêutico e bioquímico pela Universidade Federal do Paraná com MBA na Fundação Getúlio Vargas. Atualmente é aluno do Mestrado Profissional em Promoção da Saúde do Centro Universitário Guairacá.

## Prêmios
Em seu segundo ano de gestão, Celso conquistou o prêmio Prefeito Empreendedor do SEBRAE, com projetos na área de Inovação e Sustentabilidade. Em 2023, também ganhou título nacional como Destaque no Setor Público da Anciti.

## Destaques
Entre as ações de destaque em sua gestão, está a criação da Secretaria de Cultura e a Secretaria de Ciência, Tecnologia e Inovação. A instalação da Casa de Passagem Indígena é um marco para os povos originários da região que se deslocam com frequência para Guarapuava. Na área da Saúde, outra ação implementada foi o uso da tecnologia para ampliar o atendimento à população, disponibilizando teleconsultas por meio de um aplicativo. Recentemente a função está sendo usada para auxiliar no combate à dengue no município.